# Pauline Schmidt
Pauline Wilhelmine Rasmussen Schmidt, född 1865, död 1944, var en dansk illusionist. Hon var en av få kvinnliga illusionister under sin tid. 
Pauline Schmidt var en på sin tid välkänd och uppskattad artist med stora framgångar i särskilt Sverige och Finland under 1880-talet. Efter sitt giftermål med fotografen Niels Rasmussen 1888 avslutade hon sin karriär som illusionist och inledde en ny som fotograf i Tammerfors. År 1914 öppnade hon sin egen fotoateljé.  
Hon porträtteras i romanen Pauline Wilhelmine – trollkonstnärinna, av Elisabeth Sandelin (2013).